# Kazuya Ohyanagi
Kazuya Ohyanagi（カズヤ オオヤナギ、本名：大柳 和也〈おおやなぎ かずや〉、2004年〈平成16年〉2月3日 - ）は、日本のアーティスト、CGデザイナー。
宮城県出身。元Aww所属。メインツールはBlenderで、主にTwitterで自身の作品を投稿している。YouTubeでは作業配信を行なっているほか、作品やチュートリアルなどのコンテンツも投稿している。

## 経歴
2004年2月3日、宮城県に生まれる。幼少期は、段ボールや厚紙を用いた工作を趣味としていた。中学校卒業後は仙台高等専門学校へ進学し、Ⅱ類・ロボティクスコースに属した。同校在学中、17歳の時にYouTubeでおすすめ動画として表示されたTom StudioのBlenderチュートリアル動画を見たことがきっかけで興味を持ち、作品づくりを始めた。本人曰く、3DCGは幼少期に行っていた工作の延長線上の位置づけであり、無限大の素材と空間を有していることに惹かれたという。
活動を始めて3か月が経った頃（2021年）からは各SNS上に作品を公開し始め、Twitterにおいては初公開後1年間に2万人以上のフォロワーを獲得した。また、Twitterのフォロワー数が1,000人になった頃から株式会社Awwのインターンシップへ参加し、その後未成年でありながら株式会社Awwへの入社およびSuishow株式会社のCVO（最高ビジョナリー責任者）への就任を果たした。2023年3月を以って退社し、以降はフリーランスとして活動している。

## 作風、作家性
活動開始初期（2021年上半期）はSF、サイバーパンクな世界観を得意とし、Ian HubertやSTAR WARSに影響を受けた作品を数多く制作、発表。
2021年下半期から、徐々に写真と見違えるほどのフォトリアリスティックな作風に。まるで現実の写真のようなCGとして投稿されたゲームセンターの作品は、個人制作のCGクリエイターをはじめとするblender界隈に大きな影響を与えた。
2022年からはSF作品を数多く制作。上半期に発表された、バイクが疾走する軽やかな映像から、初の長編シリーズを目指したMIEなど、フォトリアルなルックと世界観構築技術で重厚感のある作品をハイペースで投稿した。
2022年下半期に、MIEの企画打ち切りを発表。
その後自身の勤めている会社、株式会社AwwでB-76というオリジナルSFサスペンスシリーズを展開。だが、そのB-76もあまり振るわず、投稿が途中で途切れた。
2023年3月、星街すいせいのMV、みちづれを担当。ゲームセンターを駆け回るMVはアニメーターとのコラボ作品で、CG作業をほぼ一人で完遂した。同年4月にはSTARWARSシリーズのマンダロリアンの二次創作を発表。本元の映像化と見惑うほどのハイクオリティで圧巻の映像に仕上げた。
同年8月には牛乳配達員の女性キャラクターが主人公の新しいショートフィルムの制作を発表。

## 主な作品
- 『夜明け。』[3]
- 『7:45 AM』[2]
- 『MIE』[2]

## 出演

### テレビ番組
- 内村のツボる動画「2360本から選んだ！世界がダマされた衝撃映像クイズSP」（2022年4月12日）[10]